# Acetato di etile
L'acetato di etile, nome sistematico etanoato di etile, è un composto chimico di formula C4H8O2 (AcOEt) che in condizioni standard si presenta come un liquido volatile, incolore e dal gradevole odore fruttato. È responsabile del gusto fruttato alla birra.

## Caratteristiche strutturali e fisiche
Si tratta dell'estere formato dall'acido acetico con l'etanolo. Il composto risulta meno denso dell'acqua e i suoi vapori sono più pesanti dell'aria. Il composto è altamente infiammabile. Miscele di vapore/aria sono esplosive. Il riscaldamento può provocare innalzamento della pressione con rischio di scoppio.
L'acetato di etile è molto solubile in acqua, acetone e benzene, nonché solubile in etanolo,etere dietilico e cloroformio.
| N. di atomi pesanti                  | 6                 |
| N. di accettori di legami a idrogeno | 2                 |
| N. di legami ruotabili               | 2                 |
| Massa monoisotopica                  | 88,052429494 u    |
| Superficie polare                    | 26,3 Å²           |
| Energia di ionizzazione              | 10,01 ± 0,01 eV   |
| Momento dipolare                     | 1,78 ± 0,09 debye |
| Polarità relativa                    | 0,228             |

| Gravità specifica                     | 3,04                                           |
| Gravità specifica del vapore          | 3,0                                            |
| Gravità specifica miscela vapore/aria | 1,2 a 20°C                                     |
| Pressione di vapore                   | 93,2 mmHg a 25 °C                              |
| Temperatura critica                   | 250,55 °C                                      |
| Pressione critica                     | 3,88 MPa                                       |
| Volume molare                         | 288 ± 19 cm3/mol                               |
| Tensione superficiale                 | 25,13 ± 0,01 mN m a 10 ± 1 °C e 101,325 ± 1 Pa |
| Costante della legge di Henry         | 1,34 x 10−4 atm m3/mol a 25 °C                 |
| Potere calorifico                     | 2.238,1 kJ/mol                                 |
| Entalpia di vaporizzazione            | 35,60 kJ/mol a 25 °C                           |

## Abbondanza e disponibilità
Il composto viene prodotto da S. cerevisiae. Risulta naturalmente presente in: M. domestica, Z. mioga, Z. officinale, C. arabica, P. glabratus, F. poae, O. europaea, A. chinensis, A. annulifer, A. haematospadix, A. scaber, carambola, B. alba, C. annuum, C. sieboldii, C. melo, F. hybrida, G. hirsutum, girasole, M. indica, O. ficus-indica, P. elata, P. rubra, P. senega, P. guajava, R. mangle, S. mombin, S. japonica, cacao, V. angustifolium, V. ashei, V. corymbosum, V. virgatum, V. rotundifolia, maizena, A. gigas, A. bisporus, H. anomala, V. macrocarpon, F. sellowiana, C. laevigatus, W. anomalus, S. europaea, S. depressa, V. vitis-idaea, S. maritima, C. formosensis, A. muricata, C. papaya, melagrana, D. zibethinus, O. fragrans, M. obovata, P. speciosa, L. lucens, P. edulis, matsutake e V. vinifera.

## Sintesi
Il composto può essere preparato in tre modi:
- un processo classico di esterificazione di Fischer dell'etanolo con acido acetico in presenza di un catalizzatore acido (es. acido solforico, acido cloridrico, acido p-toluensolfonico). Questa miscela si converte in estere con una resa di circa il 65% a temperatura ambiente. La reazione può essere accelerata dalla catalisi acida e l'equilibrio può essere spostato verso destra rimuovendo l'acqua

{\displaystyle {\ce {CH3CH2OH + CH3COOH <=> CH3COOC2H5 + H2O}}}
- la reazione di Tishchenko dell'acetaldeide utilizzando il trietossido di alluminio come catalizzatore. In Germania e Giappone, la maggior parte dell'acetato di etile viene prodotto tramite questo processo. Questo metodo è stato proposto attraverso due percorsi differenti:
  - un processo deidrogenativo, che utilizza un catalizzatore a base di rame o palladio;  
  - un processo ossidativo, che impiega catalizzatori supportati da PdO.

{\displaystyle {\ce {2 CH3CHO -> CH3COOC2H5}}}
- l'aggiunta di acido acetico all'etilene utilizzando argilla e acido eteropoli come catalizzatore:

{\displaystyle {\ce {C2H4 + CH3COOH -> CH3COOC2H5}}}
Questi processi presentano alcuni svantaggi: sia l'esterificazione convenzionale che l'aggiunta di acido acetico all'etilene richiedono serbatoi di stoccaggio e apparecchiature per diversi materiali. Inoltre, utilizzano acido acetico che causa corrosione. Sebbene la reazione di Teshchenko utilizzi un solo materiale di alimentazione e sia un materiale non corrosivo, è difficile gestire l'acetaldeide poiché non è disponibile al di fuori dell'area industriale petrolchimica.

### Purificazione
L'acetato di etile generalmente ha una purezza del 95% al 98%, contiene infatti una piccola quantità di acqua, etanolo e acido acetico. Può essere ulteriormente purificato aggiungendo 100 ml di anidride acetica a 1000 ml di acetato di etile quindi 10 gocce di acido solforico concentrato. Riscaldare e rifluire per 4 ore per rimuovere impurità come etanolo e acqua, quindi sottoporlo a distillazione. Il distillato viene agitato con 20~30 g di carbonato di potassio anidro e ulteriormente sottoposto a una nuova distillazione. Il prodotto così ottenuto ha un punto di ebollizione di 77 °C e una purezza superiore al 99%.

## Reattività e caratteristiche chimiche
L'acetato di etile è sensibile al calore. Questa sostanza può incendiarsi o esplodere con l'idruro di litio e alluminio. Può anche incendiarsi con il terbutossido di potassio. È incompatibile con nitrati, alcali forti e acidi forti. Può attaccare alcune forme di plastica, gomma e rivestimenti.
È incompatibile con ossidanti come perossido di idrogeno, acido nitrico, acido perclorico e triossido di cromo. Reazioni violente si verificano con l'acido clorosolfonico. L'SOCl₂ reagisce con gli esteri, come l'acetato di etile, formando gas tossici contenenti SO₂ e cloruri acilici tossici che risultano solubili in acqua, catalizzati da Fe o Zn.
Viene distillato a una temperatura compresa tra 76° e 77,5 °C. L'acetato di etile può essere idrolizzato in condizioni acide o basiche per recuperare acido acetico ed etanolo. L'uso di un catalizzatore acido accelera l'idrolisi, che è soggetta all'equilibrio di Fischer. In laboratorio, e solitamente solo a scopo illustrativo, gli esteri etilici vengono tipicamente idrolizzati in un processo a due fasi che inizia con una quantità stechiometrica di base forte, come l'idrossido di sodio. Questa reazione produce etanolo e acetato di sodio, che è non reattivo nei confronti dell'etanolo:
{\displaystyle {\ce {CH3CO2C2H5 + NaOH -> C2H5OH + CH3CO2Na}}}
La costante di velocità per la reazione è 0,111 dm³/mol·s a 25 °C.
| Standard apolare      | 577, 596, 598, 609, 578, 581, 599, 601, 597, 602, 620, 600, 594, 624, 603, 578.95, 597.3, 599.3, 600.8, 604.4, 605.1, 609.7, 611.7, 563, 587, 589, 607, 613, 572, 579, 580, 590, 642, 595.7, 591, 602.3, 595, 598.8, 612, 628, 601.82, 604.7, 583, 605, 616, 615, 608, 610, 603.8                                                                           |
| Semi-standard apolare | 613, 612, 610, 578, 605, 615, 608, 621, 614, 609.1, 623, 628, 626, 617, 601, 606, 600, 602.4, 605.7, 607.5, 618, 567, 633, 611, 607, 604, 599, 616, 592, 634, 584, 623.5, 617.5, 616.4, 631.3, 630, 595, 631.9, 610.1, 619.2, 620, 590, 588, 568, 603, 554                                                                                                  |
| Standard polare       | 899, 891, 893, 896, 889, 872, 894, 900, 886, 914, 890, 908, 874, 904, 878, 898, 870, 892, 901, 888, 912.4, 863, 882, 887, 902, 907, 885, 884, 867, 881, 868, 854, 866, 906, 875, 856, 858, 917, 903, 862, 915, 909, 861, 871, 877, 897, 893.3, 880.8, 902.3, 883.9, 897.9, 921, 904.2, 850, 920, 895.1, 887.5, 883, 882.1, 912, 872.7, 879, 873, 906.4, 857 |

### Spettri analitici
- 1D NMR[75]
- 1H NMR
- 13C NMR[76]
- 17O NMR[77]
- GC-MS[76]
- UV
- IR[75]
- FTIR[78]
- ATR-IR[79]
- vicino infrarosso[80]
- IR in fase di vapore[81]
- Raman[75]

## Farmacologia e tossicologia

### Farmacocinetica
Il composto viene rapidamente idrolizzato dopo l'ingestione, nel tratto intestinale.

### Farmacodinamica
Il composto è un inibitore della piroglutamil-peptidasi I.

### Effetti del composto e usi clinici
Viene utilizzato come farmaco antiaritmico.

### Tossicologia
La principale via di assorbimento responsabile della tossicità dell'acetato di etile è l'inalazione. L'esposizione a breve termine a livelli elevati di acetato di etile provoca inizialmente irritazione agli occhi, al naso e alla gola, seguita da mal di testa, nausea, vomito, sonnolenza e perdita di coscienza. Alte concentrazioni possono causare depressione del sistema nervoso centrale e congestione del fegato e dei reni.
L'avvelenamento cronico è stato descritto come causa di anemia, leucocitosi, gonfiore torbido e degenerazione grassa. Alcuni corridori sono stati valutati dopo aver lamentato respiro sibilante, tosse, rinite o difficoltà respiratorie durante l'allenamento in una struttura in costruzione.
Le indagini hanno rivelato livelli di acetato di etile e toluene abbastanza bassi da rispettare le linee guida federali, ma apparentemente sufficienti a causare sintomi negli atleti. Le sue proprietà cancerogene non sono conosciute. I lavoratori che in passato erano stati esposti a concentrazioni di acetato di etile di 300 ml/m³ e che al momento dell'indagine erano esposti a 16 ml/m³ sono risultati avere una qualità dello sperma normale.
In caso di esposizione a lungo termine, la sostanza sgrassa la cute e può provocare secchezza e screpolature.
| Oragnismo | Test | Somministrazione | Dose          |
| --------- | ---- | ---------------- | ------------- |
| Ratto     | DL50 | orale            | 11,3 ml/kg    |
| Coniglio  | DL50 | orale            | 4,9 g/kg      |
| Coniglio  | DL50 | inalazione       | 2.500 ppm/4hr |
| Topo      | DL50 | inalazione       | 1.500 ppm/4hr |

| IDLH    | 2.000 ppm |
| REL-TWA | 400 ppm   |
| PEL-TWA | 400 ppm   |
| TLV     | 400 ppm   |
| EU-OEL  | 734 mg/m3 |

## Applicazioni
L'acetato di etile è utilizzato:
- come additivo alimentare (aromatizzante)[89]
- come solvente aprotico polare industriale[75]
- nella produzione di inchiostri
- nella produzione di acetammide e metileptanone
- come agente di estrazione nella produzione di acidi organici
- nella stampa
- come solvente nella produzione di caffè e tè decaffeinato[16]
- nei cosmetici (es. cipria, eye liner, burrocacao, lucidalabbra, mascara, smalto per unghie)[90]
- in confetteria
- come veleno per collezionisti di insetti, poiché i suoi vapori possono uccidere rapidamente l'insetto senza danneggiarlo[8]
- nei diffusori per ambienti
- nei detergenti
- nei prodotti per l'igiene personale (es. dentifricio, balsamo per capelli)
- negli adesivi (es. mastici, sigillanti)
- nelle finiture per il legno
- nelle vernici
- nei diluenti per vernici
- come fungicida
- negli oli per il motore della macchina[90]